# Erina Ikuta

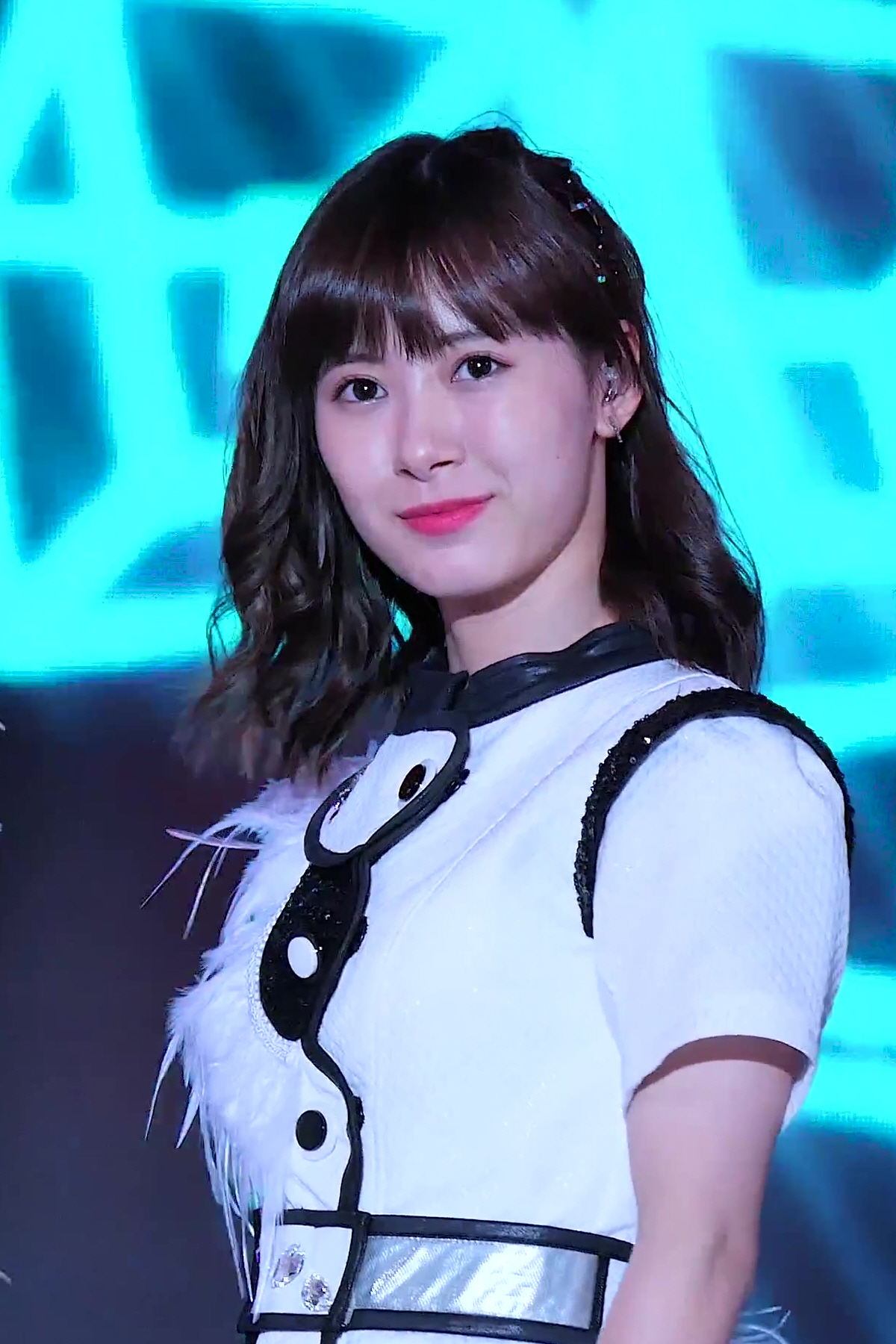
Erina Ikuta (2015)

Erina Ikuta (jap. 生田 衣梨奈 Ikuta Erina; * 7. Juli 1997 in Fukuoka) ist eine japanische Sängerin, Unternehmerin und Model. Sie ist Mitglied der japanischen Girlgroup Morning Musume unter dem Schirm des Hello! Projects. 2010 gewann sie die Kyuukie Audition und wurde Teil der 9. Generation von Morning Musume. Zuvor war sie als Model unter dem Label "Elegant Promotion" unter Vertrag.

## Biografie
Nachdem Ikuta im Jahr 2010 erfolgreich am Casting für Morning Musumes 9. Generation teilgenommen hatte, wurde sie am 2. Januar 2011 offiziell zusammen mit Mizuki Fukumura, Riho Sayashi und Kanon Suzuki als Mitglied aufgenommen und vorgestellt. Dies geschah im Rahmen des an diesem Tag beginnenden Winterkonzerts des Hello! Projects.
Im Jahr folgte der Debütsong der 9. Generation, „Maji Desu ka Ska“, am 6. April. Kurz darauf beerbte sie Saki Ogawa als Oha-Girl Maple in der Sendung „Oha Star“. Am 27. März 2012 stieg Ikuta selbst aus dem "Oha Star" Programm aus.
In einem Livestream am 4. Juli gab sie bekannt, dass sie ihre Mitgliedsfarbe von dunkelviolett in gelbgrün ändern würde. Sie erklärte, dass sie Risa Niigaki, welche einige Wochen zuvor ausgestiegen war und in ihrer aktiven Zeit die Farbe Gelbgrün trug, persönlich gebeten hatte, ihre Farbe erben zu dürfen. Seit dem "Reborn ~Inochi no Audition~" Theaterstück war Ikuta zu einem großen Niigaki-Fan geworden und hatte mehrmals ihre Liebe und ihren Respekt für sie verkündet.
Durch Mizuki Fukumuras Ernennung zum Leader Morning Musumes rückte Ikuta am 26. November 2014 zum Subleader auf. Sie ist seit 2020 der am längsten amtierende Subleader der Gruppe mit über fünf Jahren in dieser Position. Seit 2018 hat sie ihre eigene Golf-Sendung „Ikuta Erina no VS Golf“, aus welcher auch ihre Modemarke „ELEYVS GOLF“ entsprungen ist.

## Units/Gruppen
- Morning Musume (2011)
- Hello! Project Mobekimasu (2011)
- Oha Star (2011–2012)
- Reborn Eleven
- Harvest (2012)
- Plumeria/HI-FIN (2013)

## Fernsehen
- Oha Star (2011–2012)
- Karada wo Ugokasu TV (2015)
- Ikuta Erina no VS Golf (seit 2018)
- Ikuta Erina no "Shibuya 29 STADIUM" (seit 2019)